# Suwon
Suwon (hangul: 수원시 - Suwŏn) is de hoofdstad van de Zuid-Koreaanse provincie Gyeonggi. Bij de volkstelling van 2020 had de stad 1.210.150 inwoners. Suwon is onderdeel van de agglomeratie Seoel.
In 2002 vond het WK voetbal plaats in Zuid-Korea en Japan. Suwon was een van de speelsteden. Er werden vier wedstrijden in het Suwon World Cup Stadion gespeeld.

## Bezienswaardigheden
De Hwaseong-vesting staat op de Werelderfgoed lijst van UNESCO.

## Stedenband
- Cluj-Napoca, Roemenië